# Pininfarina Sintesi
Pininfarina Sintesi è una concept car realizzata dalla casa automobilistica italiana Pininfarina, viene realizzata per comunicare e racchiudere in un unico concept tutti i contenuti tecnologici, stilistici e di modularità sviluppati dalla casa automobilistica negli ultimi anni.
Il nome Sintesi le viene dato perché la vettura è una vera e propria sintesi di due altri concept della casa torinese la Pininfarina Birdcage 75th e la Pininfarina Nido.

## Il contesto
Il concept viene annunciato dalla Pininfarina nel dicembre 2007 inizialmente con un simbolo, ovvero un anello di Moebius cromato. Successivamente viene svelata virtualmente al pubblico, prima con un bozzetto disegnato a mano a gennaio 2008 e poi con fotografie e informazioni testuali in una brochure elettronica nel febbraio del 2008. Infine presentata ufficialmente al pubblico in occasione del 78º Salone internazionale dell'auto di Ginevra nel marzo 2008.
Il concetto progettuale nasce dall'esigenza di comunicare, da parte della casa produttrice, il proprio modo di interpretare l'auto del futuro. La sintesi non risulta  "aliena" rispetto alle attuali vetture in produzione (come avveniva nei concept degli anni '70 e '80) ma una diretta evoluzione di essa, soprattutto nella disposizione degli spazi e nel tipo di alimentazione. La Sintesi quindi racchiude concetti di spaziosità, sicurezza, sportività, ecosostenibilità e prestazioni.
Sintesi è stata concepita dalla Direzione Design Pininfarina, che dall'agosto 2007 è diretta da Lowie Vermeersch insieme ai vice direttori Guglielmo Cartia e Fabrizio Valentini, oltre i capi designers Giuseppe Randazzo, Giovanni Piccardo, Goran Popovic e Jason Castriota. Il progetto è stato seguito inoltre da Nazzareno Epifani, che ha realizzato i disegni originali e ha seguito il progetto in qualità di designer.
Nel dicembre 2008 la Sintesi vince il Red Dot Design Award 2008 con questa motivazione:  “l'eccellente qualità del suo design e l'elevato grado di innovazione dei suoi contenuti tecnologici”

### Volumetria

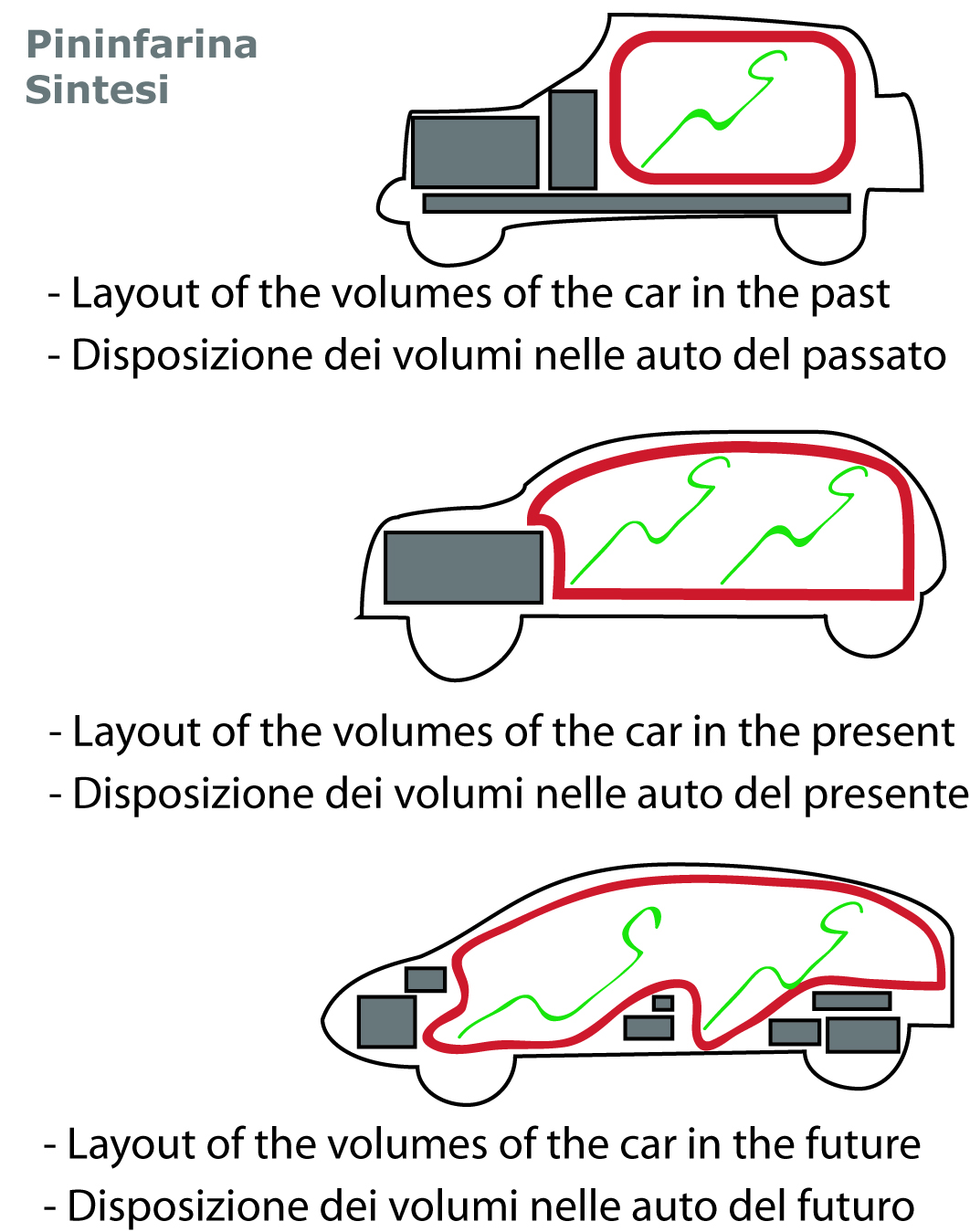
Studio dei volumi delle auto nel tempo esposto dalla Pininfarina con il concetto Sintesi

Si tratta di una berlina a 4 porte ma la ricerca dei volumi la distaccano dalla normale concezioni di berlina, infatti la Sintesi ha una forma ibrida (ovvero realizzata con la fusione di altre forme) a metà fra un coupé e una berlina, non solo, l'assenza del tradizionale motore termico, sostituito da un innovativo sistema di alimentazione a Pila a combustibile (fuel cell), permette all'abitacolo di invadere il volume generalmente riservato al motore, così anche se dall'esterno la parte anteriore (che nelle vetture di oggigiorno è ricoperta dal cofano) e l'abitacolo sembrano due volumi separati, all'interno la Sintesi è un monovolume.
La Pininfarina sintesi quindi sfrutta l'assenza del motore tradizionale, che finora aveva occupato un volume dell'auto, permettendo di distribuire i componenti ch servono alla propulsione in più punti; la soluzione permette di sfruttare maggiormente lo spazio per migliorare comfort e sicurezza. Questa concezione è stata denominata dalla casa "liquid packaging" , secondo la quale l'automobile in un futuro non deve essere più pensata e costruita intorno alle parti meccaniche che la compongono, ma sempre più attorno agli occupanti, attorno all'uomo.
Questa concezione era già stata messa in atto dall'azienda italiana con la Pininfarina Nido, anch'essa infatti aveva messo al centro dell'attenzione lo sfruttamento dello spazio interno partendo proprio dagli occupanti, e permettendo un'innovativa analisi architettonica della struttura, che ha portato a svariate inedite soluzioni al fine di aumentare la sicurezza passiva ed attiva a bordo.

### Architettura e meccanica
L'architettura della vettura è decisamente diversa rispetto alle odierne automobili. La nuova concezione di "liquid packaging", che prevede un'auto concepita attorno all'uomo, ha portato a un risultato totalmente inedito anche per quanto riguarda la parte strutturale (pianale e telaio) che sembra avvolgere gli occupanti con una ricerca delle forme quasi organica. L'architettura e la forma della struttura del veicolo vuole dare l'idea che siano stati gli occupanti, da dentro a vedersela disegnata attorno a sé stessi.
Un'altra novità in campo strutturale presente è l'integrazione degli elementi meccanici (come per esempio i serbatoi di idrogeno e le celle di combustibile) e componenti elettronici direttamente nel telaio, occupando spazi che di solito non vengono utilizzati. Questa soluzione, secondo Pininfarina, ha permesso ai designer di essere più liberi di tracciare nuove forme, migliorando non solo lo stile, il comfort e l'abilità interna ma anche l'aerodinamica, poiché sarà meno limitata dalle esigenze dell'architettura delle automobili attuali.
La vettura è dotata di un sistema di propulsione fuel-cell sviluppato con l'azienda italo-statunitense "Nuvera" costituita da quattro motori elettrici (alloggiati vicino alle ruote), in grado di sviluppare una potenza complessiva di 700 cv e un particolare dispositivo denominato STARTM capace di convertire il combustibile, o il biocombustibile (contenuto in un serbatoio al centro del telaio) in idrogeno prima che questo venga trasformato in energia successivamente immagazzinata nelle batterie, anch'esse integrate nella struttura della vettura.

### Linea
La vettura è caratterizzata da una linea molto filante e sportiva, nonostante si tratti di una berlina con l'abitabilità di una monovolume.
La parte anteriore è molto corta, priva di cofano e abbastanza spiovente, per poi terminare in un frontale privo di calandra nel quale vi sono inglobate tre strisce di led, due laterali e una centrale, disposte in un'unica fila non divisa. Lo sbalzo anteriore (la distanza fra l'asse della ruota anteriore e l'estremità del veicolo) è molto ridotto, il profilo della presa d'aria è molto pronunciato, questa è delimitata da un disegno molto particolare dello spoiler anteriore, caratterizzato da un'onda al centro con raccordo molto piccolo, quasi uno spigolo vivo.
La linea generale della vettura è fortemente aerodinamica (coefficiente di penetrazione 0.272); il corpo della vettura è molto pulito e non presenta elementi di contrasto, bensì presenta linee molto marcate e tagli netti della carrozzeria, l'unico elemento che rompe la superficie è l'apertura di raffreddamento posta sopra la ruota anteriore. La fiancata è caratterizzata da più giochi di linee tese e morbide guidate dalle linee delle parti vetrati e dai raccordi fra i vari elementi portanti della vettura. Le minigonne sono pressoché assenti, presenti solamente per creare la presa d'aria utilizzata per il raffreddamento dei dischi dei freni posteriori.
Il posteriore termina con una soluzione a coda tronca (soluzione utilizzata nei modelli storici da competizione Alfa Romeo degli anni '60 come la Giulietta SZ e Giulia TZ ripresi anche in chiave odierna dalla SVS Codatronca TS). Il posteriore riprende l'anteriore nei giochi di superficie, con un lunotto bombato a forma di trapezio, una fila di led orizzontali e un estrattore molto pronunciato avvolto da una onda a spigolo quasi vivo che riprende quella della presa d'aria frontale. Lo sbalzo posteriore è quasi inesistente. La fiancata è caratterizzata anche da una particolare apertura a forbice delle porte che seguono il profilo strutturale dato dalla ricerca volumetrica della vettura che forma un particolare elemento ad onda che riprende sia quello della presa d'aria frontale che quello dell'estrattore posteriore.
La linea è caratterizzata dall'assenza degli specchietti retrovisori esterni e da un'ampia superficie vetrata, principalmente composta da un ampio parabrezza a forma esagonale molto slanciato e dai finestrini laterali con montanti "nascosti".
Anche la linea come la modularità à la conclusione di una filosofia già esposta dalla Pininfarina in un altro prototipo, ovvero la Pininfarina Birdcage 75th, ovvero l'esigenza di allontanarsi dalle tradizionali soluzioni stilistiche.

### Tecnologia
Fra le varie soluzioni attive e passive relative alla sicurezza, date dai sistemi elettronici e dalle soluzioni strutturali, la Pininfarina Sintesi espone un innovativo sistema di comunicazione fra occupanti e la vettura stessa e fra la vettura e ciò che la circonda, incluse le altre vetture, la strada, il clima. Tale tecnologia viene denominata Clancast , grazie alla quale le auto del futuro interagiranno fra di loro e con le infrastrutture stradali, scambiando informazioni, in questo modo sarà possibile trasferire all'interno dell'abitacolo della vettura tutte le informazioni visive e non che attualmente sono presenti all'esterno, così facendo sarà possibile addirittura eliminare dalle strade semafori e segnaletica, oltre a eliminare praticamente quasi tutti gli errori di distrazione.
| Motore:                                                                                      | 4 motori fuel cell posti in corrispondenza delle ruote |
| Potenza fuel cells per ruota (kw):                                                           | 20                                                     |
| Potenza batteria per ruota (kw):                                                             | 20 (in modalità sport)                                 |
| Potenza di picco del motore per ruota in kW (considerando il 20% di perdita di conversione): | 24                                                     |
| Coppia max del motore per ruota: Nm                                                          | 750                                                    |
| Giri massimi del motore: (giri al minuto)                                                    | 2000                                                   |
| Pneumatici:                                                                                  | anteriore 245/40 R20; posteriore 285/35 R21            |
| Velocità massima alternata (compresa potenza batteria):                                      | 248 km/h (in modalità sport)                           |
| Velocità massima continua (solo fuel cells):                                                 | 191 km/h                                               |
| Accelerazione 0–100 km/h:                                                                    | 7,5 s (modalità sport)                                 |
| Accelerazione 0–160 km/h:                                                                    | 18,2 s (modalità sport)                                |
| Sbalzo anteriore (in millimetri):                                                            | 974                                                    |
| Sbalzo posteriore (in millimetri):                                                           | 824                                                    |
| Carreggiata anteriore (in millimetri)                                                        | 1726                                                   |
| Carreggiata posteriore (in millimetri)                                                       | 1676                                                   |